# Округ Ранкин (Мисисипи)
Округ Ранкин (енгл. Rankin County) је округ у америчкој савезној држави Мисисипи.

## Демографија
По попису из 2010. године број становника је 141.617, што је 26.29 (22,8%) становника више него 2000. године.
| Група             | 2000.          | 2010.           |
| Белци             | 92.552 (80,3%) | 108.086 (76,3%) |
| Афроамериканци    | 19.743 (17,1%) | 26.634 (18,8%)  |
| Азијати           | 763 (0,7%)     | 1.582 (1,1%)    |
| Хиспаноамериканци | 1.520 (1,3%)   | 3.795 (2,7%)    |
| Укупно            | 115.327        | 141.617         |